# سياه درة 1 (مقاطعة دورة)
سياه درة 1 (بالفارسية: سیاه‌دره 1 فرهادی) هي منطقة سكنية تقع في قسم تشكن الريفي (مقاطعة دورة) في إيران. يقدر عدد سكانها بـ 129 نسمة .